# Oignon de Roscoff

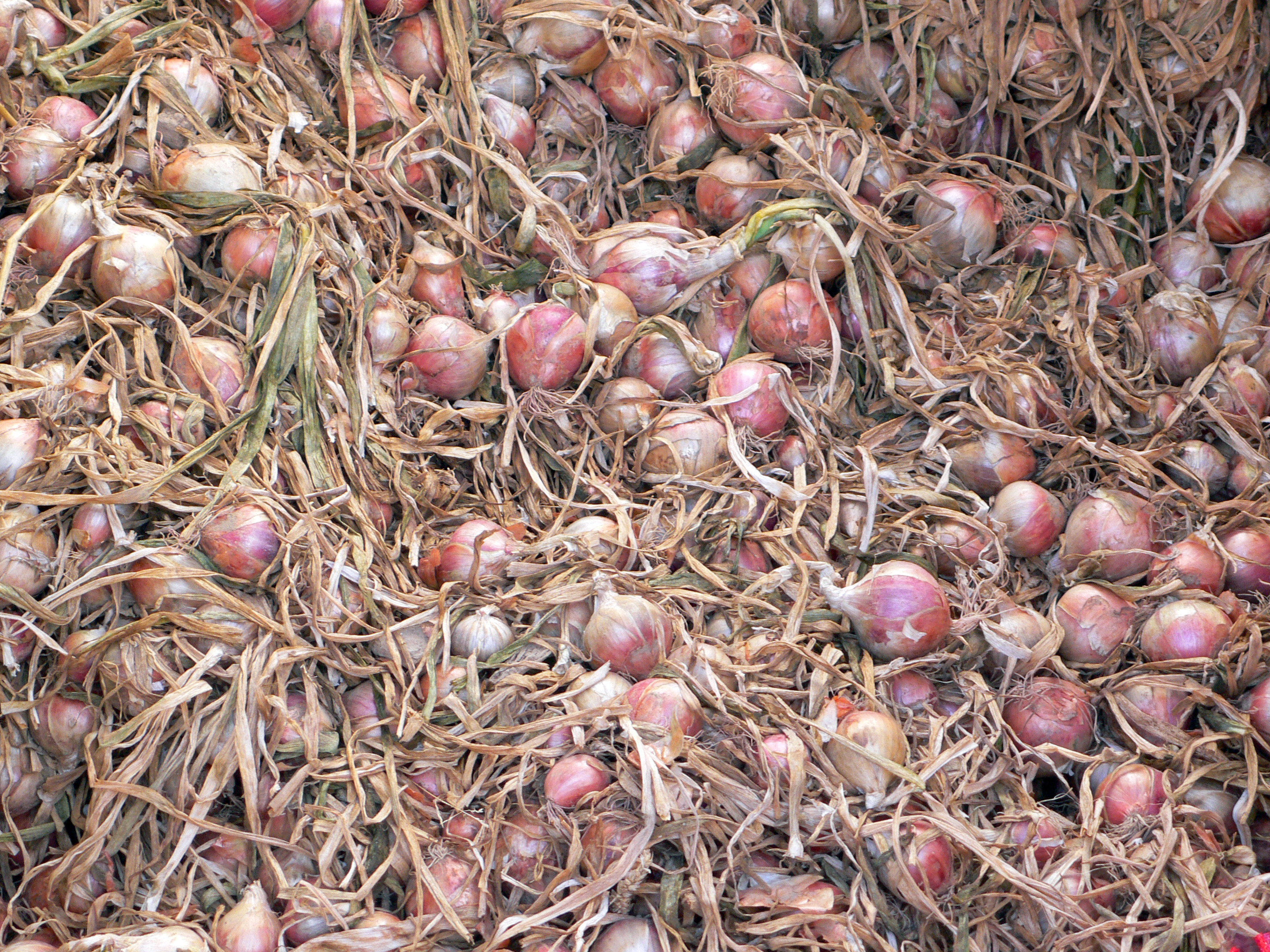
Des oignons rosés de Roscoff

L'oignon de Roscoff est une appellation d'origine contrôlée (AOC) attribuée depuis le 19 octobre 2009 à une production d'oignons cultivée dans une zone délimitée du littoral nord du Finistère. L'organisme de contrôle et de gestion de cette appellation est le Syndicat de l'appellation d'origine contrôlée « Oignon de Roscoff » dont le siège est à Saint-Pol-de-Léon.  

## Historique
C'est un moine qui a apporté, au XVIIe siècle, des oignons roses qu'il avait appréciés lors d'un séjour au Portugal. Il a appris à ses voisins du Couvent de Roscoff la manière de cultiver cet oignon très doux et parfumé. 
Le nom de l'appellation fait référence à Roscoff, berceau historique de cette production et longtemps unique port d'exportation vers la Grande-Bretagne. Les Johnnies, marchands d'oignons, allaient chaque été en Grande-Bretagne vendre leurs oignons en porte-à-porte. 

## Variété
Il s'agit d'une variété d'oignon rosé de l'espèce Allium cepa cultivée traditionnellement dans la région, qui se caractérise par la couleur rosée cuivrée des tuniques externes et par son calibre moyen compris entre 40 et 80 mm de diamètre.  

## AOP
Une demande d'AOP (Appellation d'origine protégée) a été présentée en 2010 auprès des services de la Commission européenne. C'est le 18 septembre 2013 que l'oignon de Roscoff est reconnu AOP, c'est-à-dire que l'appellation est reconnue et protégée par tous les pays membres de l'Union européenne.

## Culture locale
Depuis 2003, la ville de Roscoff organise chaque année en août une « Fête de l’oignon de Roscoff ». 
Dans cette ville, la « Maison des Johnnies et de l’Oignon de Roscoff », installée dans une ancienne ferme, retrace l'histoire de cette culture.